# عمر ربيع ياسين
عمر ربيع ياسين (18 أغسطس 1988 القاهرة مصر - ) هو لاعب كرة قدم مصري يلعب كمدافع.

## روابط خارجية
- عمر ربيع ياسين على موقع قاعدة بيانات كرة القدم.إي يو (الإنجليزية)